# Кінбурнська баталія (1787)
Кі́нбурнська бата́лія — битва російсько-турецької війни 1787—1792 років, коли російські війська розбили 1 (12) жовтня 1787 року турецький десант на Кінбурнській косі. У бою активну участь брали й українські козаки Чорноморської флотилії.

## Передісторія
У вересні 1787 року турецьке командування вирішило захопити Кінбурнську фортецю, де був корпус генерал-аншефа О. Суворова. Кінбурнська фортеця стала першим об'єктом нападу турецьких військ у війні. Це було обумовлено її важливим стратегічним положенням — вона могла стати для росіян базою для підготовки захоплення сусіднього турецького Очакова а також виконувала функцію захисту Херсону — головної бази російського флоту. Оволодіння Кінбурном запирало російський флот в Херсоні і відкривало шлях до відновлення турецького контролю над Кримом.

## Хід битви
Турецька ескадра у складі трьох лінійних кораблів, чотирьох фрегатів, чотирьох бомбардирських кораблів (плавучих батарей) і 14 канонерських човнів заблокувала Дніпро-Бузький лиман та протягом вересня обстрілювала Кінбурн.
Висадка на берег турецького десанту почалася 1 (12) жовтня о 9 годині ранку. Відразу після висадки Гасан-паша наказав відвести кораблі, аби його війська не сподівалися на евакуацію, турецький флот став підтримувати нападників вогнем. Під час висадки турків Суворов перебував у церкві з нагоди свята  Покрови. Офіцерам, що звернулися до нього з повідомленням про початок висадки турків і будівництва ними укріплень, він наказав не відкривати вогонь у відповідь і чекати поки висадяться усі турецькі війська.

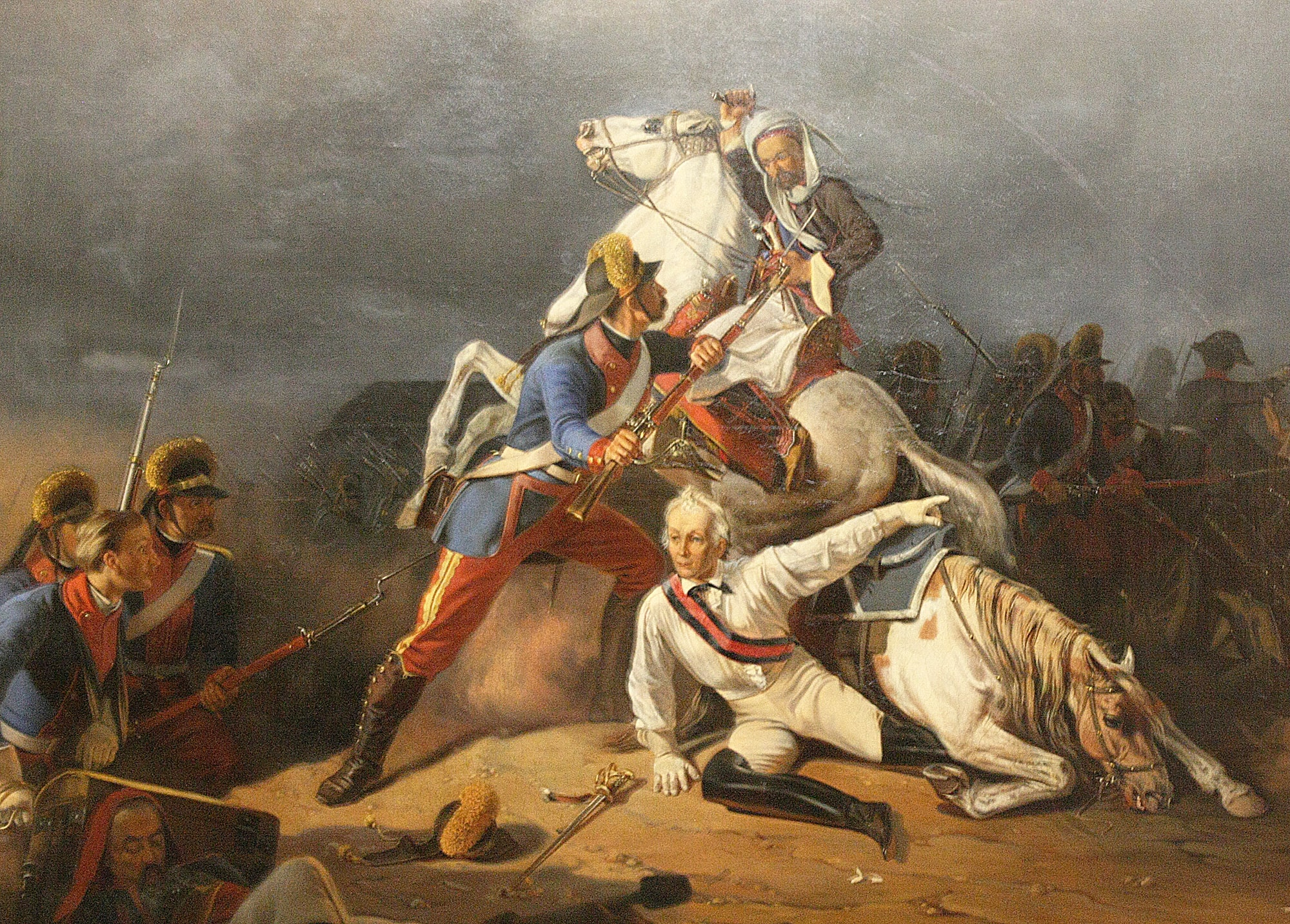
Гренадер Новіков рятує Суворова

До першої години дня, викопавши 15 траншей, турецькі війська наблизилися до фортеці. У цей час в Кінбурні було 1500 чоловік піхоти, а ще 2500 піхоти та легкої кінноти стояло як резерв у 30 верстах позаду від фортеці. Коли турки підійшли до фортеці на відстань 200 кроків, залпом з усіх гармат розпочалася контратака: загін полковника Іловайського завдавав удару зліва, обійшовши фортецю вздовж берега Чорного моря, Орловський піхотний полк під командуванням генерал-майора Река завдавав удару на правому фланзі, з деяким запізненням завдав удару у фронт батальйон Козловського полку, очолюваний Суворовим. Однак значні сили турків і великі втрати серед Орловського полку змусили росіян відійти, при цьому сам Суворов був поранений картеччю в бік і був би вбитий яничарами, якби його не врятував гренадер Іван Новиков.
Лише висадка козацького десанту Лиманської флотилії та відмова задунайських козаків, що йшли на допомогу туркам, воювати проти «братів-запорожців» дозволили Суворову переломити ситуацію. У результаті другої атаки, в якій брали участь свіжі резерви, турецькі війська вдалося витіснити з коси і вони, зазнаючи значних втрат, стали евакуюватися на кораблі. Суворов у цій атаці був поранений в руку. На 10 годину вечора бій закінчився повною перемогою російських військ.

## Результати бою
Перемога при Кінбурні стала першою великою перемогою російських військ у російсько-турецькій війні 1787—1792 років. Після невдалого штурму Кінбурна обидві сторони взяли перерву в активних бойових діях. Росія — для того, аби добудувати Чорноморський флот та встигнути набрати достатньо війська, Туреччина — для перевезення нових військ для захисту Очакова та нападу на Херсон. Зі Стамбулу в Очаків була направлена друга турецька ескадра із 50 кораблів на чолі з капудан-пашею Ескі-Гасаном.
За перемогу при Кінбурні Катерина II нагородила Суворова орденом Андрія Первозванного, а для тих, хто відзначився в битві була випущена спеціальна медаль.